# Borek (Szczytna)

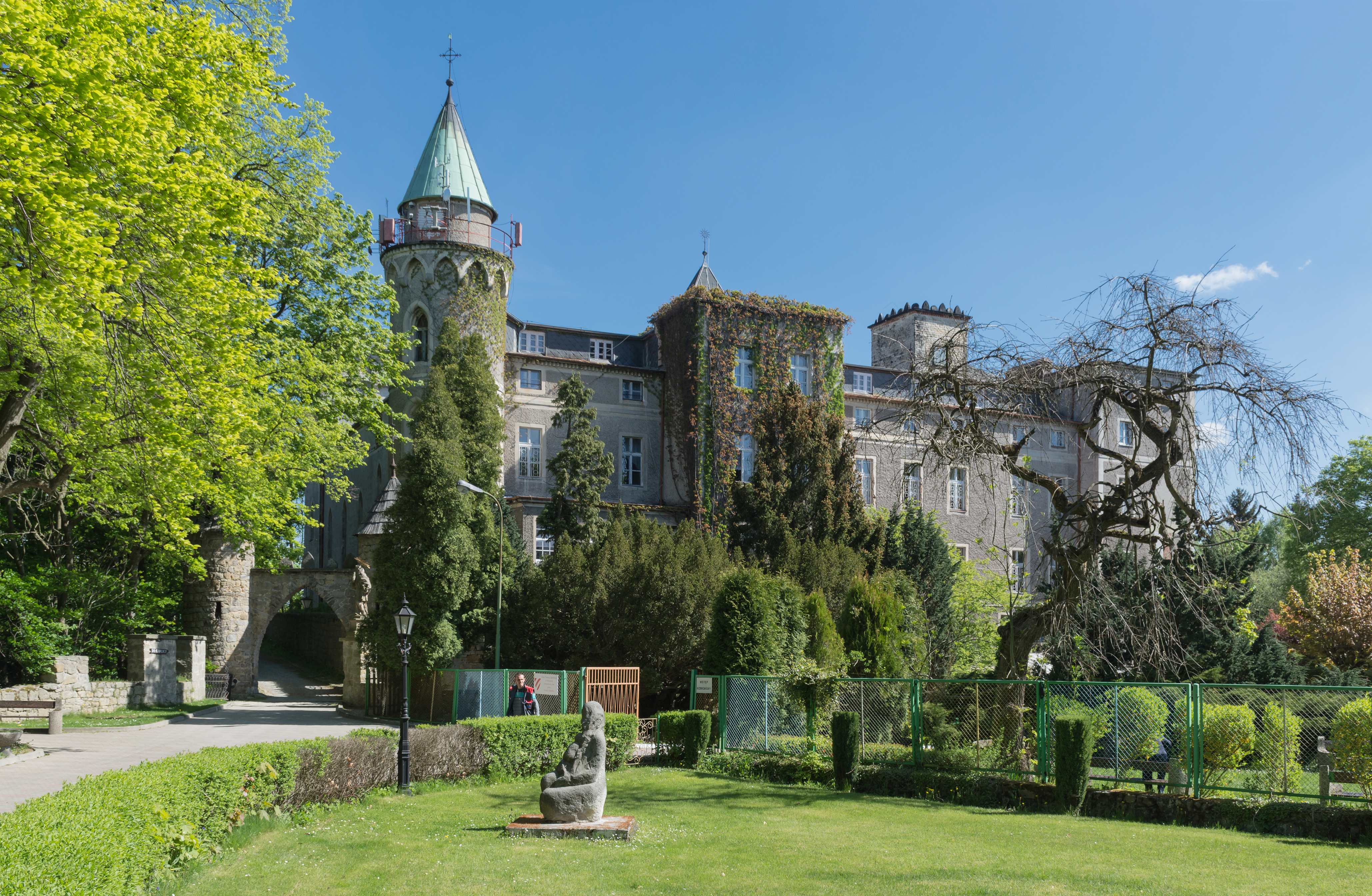
Schloss Leśna (Waldstein)

Borek (deutsch Walddorf) ist ein Ortsteil der Stadt Szczytna (Rückers) im Powiat Kłodzki (Glatz) in der Woiwodschaft Niederschlesien in Polen. Es liegt einen Kilometer nordöstlich von Szczytna.

## Geographie
Borek liegt zwischen dem Heuscheuergebirge und dem Habelschwerdter Gebirge und wird über eine Stichstraße erreicht, die von der Europastraße 67 Richtung Polanica-Zdrój (Altheide Bad) abzweigt. Nachbarorte sind Borowina (Försterei Walddorf) im Norden, Polanica-Zdrój im Osten, Szklarnia (Gläsendorf, auch Glasendorf) und Bystra (Hartau) im Südwesten sowie Ocieszów (Utschendorf) im Nordwesten. Südlich verläuft die Bahnstrecke Kłodzko–Kudowa Zdrój. Südwestlich liegt auf dem 589 m hohen Szczytnik die Burg Waldstein (Zamek Leśna).

## Geschichte
Nachdem der Major Karl Leopold Moritz von Hochberg 1827 das Rittergut Rückers erworben hatte, erbaute er auf den Ruinen eines Forts aus dem Jahre 1790 die Burg Waldstein. Außerdem gründete er eine Glashütte Waldstein, die 1840 in Betrieb ging. Um die Hütte entwickelte sich eine Siedlung, die als Gutsbezirk Waldstein bezeichnet wurde. Bereits 1842 verkaufte Graf Hochberg das erworbene Gut an den Kaufmann Bittner. Nach einer Reihe weiterer Besitzer, unter ihnen Graf August Ludwig von Nostitz und Fürst Hermann von Pückler-Muskau, gelangten die Glashütte Waldstein und die Burg Waldstein 1860 an die Glasmacher Franz und Ferdinand Rohrbach.
Seit seiner Gründung war Walddorf dem Landkreis Glatz eingegliedert, mit dem es bis 1945 verbunden blieb. Seit 1874 gehörte die Landgemeinde Walddorf zum Amtsbezirk Rückers, der 1913 in Amtsbezirk Waldorf umbenannt wurde. Zum 1. April 1937 wurden die Landgemeinden Rückers, Hartau und Walddorf zur neuen „Gemeinde Rückers“ zusammengeschlossen.
Nachdem die Glashütte Waldstein in den 1930er Jahren ihren Betrieb einstellen musste, wurden deren Werkstätten und Verwaltungsgebäude zu Wohnungen umgebaut. Die Burg Waldstein gehörte seit 1929 Orden von der Heiligen Familie, dem sie als Missionshaus „Regina pacis“ diente. Im Zweiten Weltkrieg wurde sie als Lazarett genutzt.
Als Folge des Zweiten Weltkriegs fiel Walddorf 1945 wie fast ganz Schlesien an Polen und wurde in Borek umbenannt. Die deutsche Bevölkerung wurde bis auf wenige Ausnahmen vertrieben. Die neuen Bewohner waren zum Teil Heimatvertriebene aus Ostpolen, das an die Sowjetunion gefallen war. Borek blieb weiterhin ein Ortsteil von Szczytna und gehörte mit diesem zusammen bis 1974 zur Woiwodschaft Wrocław (Breslau) und anschließend bis 1998 zur Woiwodschaft Wałbrzych (Waldenburg). Während der kommunistischen Zeit wurde der Orden der Heiligen Familie in den 1950er Jahren enteignet, und die Mönche mussten die Burg Waldstein verlassen. Nach der politischen Wende von 1989 erhielt der Orden die Besitzungen im Jahre 2006 im Wege der Restitution zurück.

### Kolonie Walddorf
Die nördlich liegende Kolonie „Försterei Walddorf“ wurde 1945 in „Borowina“ umbenannt.

### Glashütte Waldstein
Die Glashütte Waldstein war seit 1840 in Betrieb und ab etwa 1850 an Franz Losky verpachtet, den späteren Begründer der Oranienhütte in Schreckendorf. Noch vor Ablauf des Pachtvertrages mit Franz Losky verkaufte der damalige Grundherr Hermann von Pückler-Muskau 1860 die Hütte an die Brüder Franz und Ferdinand Rohrbach, die bereits mehrere Glasbetriebe im benachbarten Friedrichsgrund betrieben. Nach dem Tode von Franz Rohrbach 1880, der zuletzt Alleinbesitzer der Glashütte Waldstein war, erbte dessen Besitzungen seine einzige Tochter Helene. Sie war mit dem Hauptmann Bruno Klein verheiratet, der den Betrieb modernisierte und zudem gut ausgestattete Glasschleifereien anlegte, die erfolgreich und gewinnbringend arbeiteten. Nach Kleins Tod führte dessen Witwe Helene und Fabrikdirektor Eugen Knye den Betrieb weiter. Ihn bestimmte Helene Klein testamentarisch zum Teilhaber. In den 1930er Jahren ging der Betrieb wegen des allgemeinen wirtschaftlichen Niedergangs in Konkurs.

## Sehenswürdigkeiten
- Die Burg Waldstein (Zamek Leśna) wurde von Karl Leopold Moritz von Hochberg im Stil einer Ritterburg erbaut. Der Entwurf für das vierflügelige neugotische Schloss, das von Mauern und Zinnen umgeben ist, stammt von Karl Friedrich Schinkel. Es wurde 1832–1838 erbaut und 1892/93 umgebaut. Erhalten ist die Ausstattung der Kapelle und des Rittersaals von 1893. 1929 gelangte die Burg an den Orden von der Heiligen Familie. Die Burgkapelle dient heute als Pfarrkirche für Borek.

## Söhne und Töchter der Gemeinde
- Richard Oesterhelt (1879–1946), Amtshauptmann und Regierungspräsident in Sachsen